# Los Arroyos, Chiapas
Los Arroyos är en ort i Mexiko.   Den ligger i kommunen Chicomuselo och delstaten Chiapas, i den sydöstra delen av landet, 800 km sydost om huvudstaden Mexico City. Los Arroyos ligger 775 meter över havet och antalet invånare är 177.
Terrängen runt Los Arroyos är huvudsakligen kuperad, men söderut är den bergig. Runt Los Arroyos är det ganska glesbefolkat, med 27 invånare per kvadratkilometer. Närmaste större samhälle är Chicomuselo, 17,5 km sydost om Los Arroyos. Omgivningarna runt Los Arroyos är en mosaik av jordbruksmark och naturlig växtlighet.